# Gislebertus z Autunu

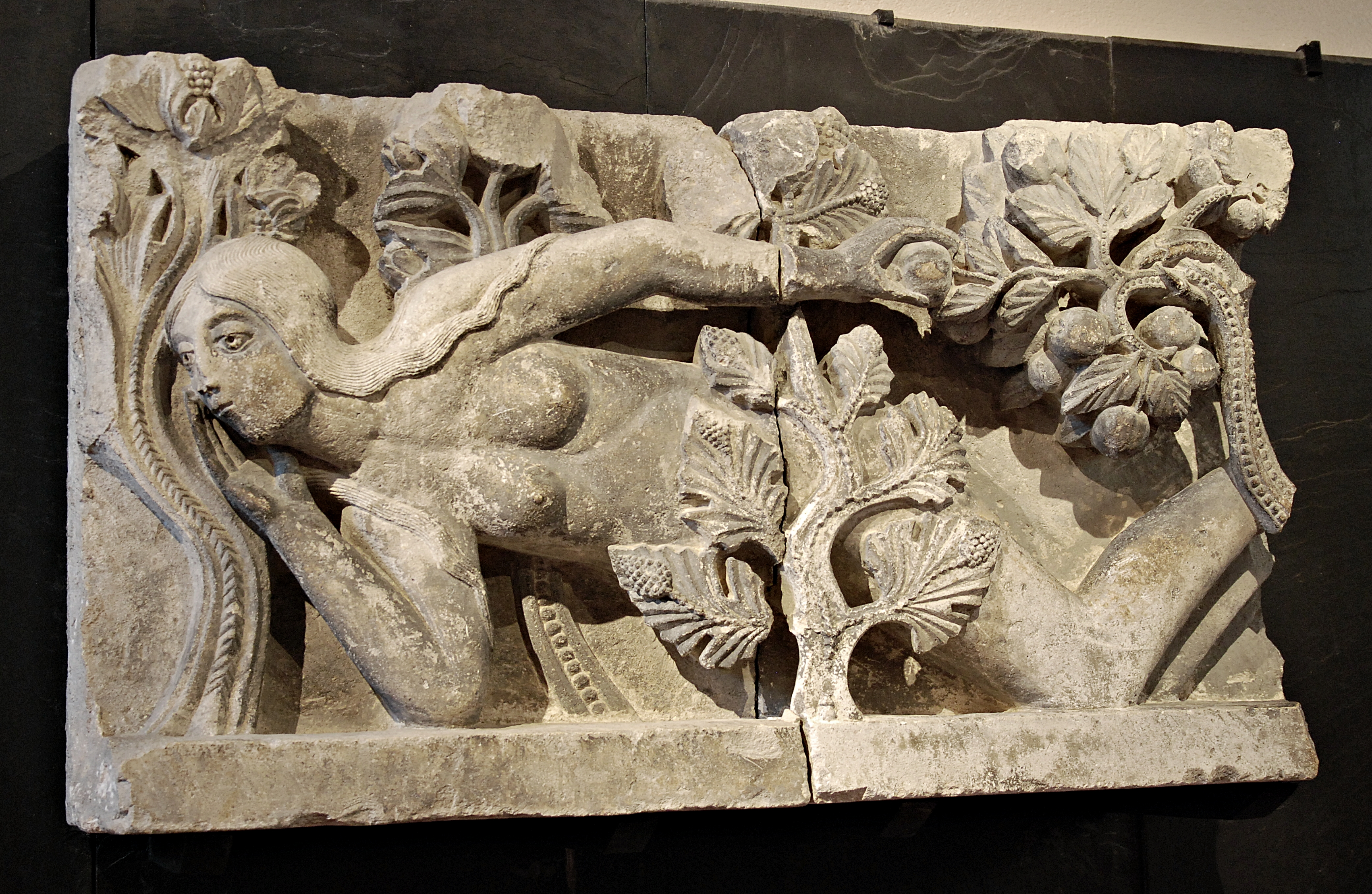
Gislebertova Eva

Gislebertus z Autunu byl románský sochař, v letech 1120 – 1135 autor monumentálního tympanonu západního portálu a hlavic kostelních sloupů v katedrály svatého Lazara v burgundském Autunu.
Gislebertus je považován za jednoho z nejvýznamnějších středověkých sochařů, tvůrce nejlidštějších děl románského období. Jeho jméno se dochovalo díky jeho vlastnoruční signatuře u nohou Krista ve výjevu Posledního soudu. Sochy jsou výrazné a nápadité: démoni se svými pozoruhodně nataženými postavami na západním tympanonu, Eva na severním portále – první ženská nahá postava v evropském umění od starověku.